# 192

192(백구십이)는 191보다 크고 193보다 작은 자연수다.

## 수학
- 합성수로, 그 약수는 총 14개다. (1, 2, 3, 4, 6, 8, 12, 16, 24, 32, 48, 64, 96, 192)
  - 192의 진약수의 합은 316이므로, 192는 과잉수다.
- {\displaystyle 192=5+7+11+13+17+19+23+29+31+37}
  - 연속하는 소수(素數) 10개의 합으로 나타낼 수 있으며, 이 성질을 지닌 앞의 수는 158, 다음 수는 228이다.
- {\displaystyle 192=4\times 6\times 8}
  - 연속하는 세 짝수의 곱으로 나타낼 수 있으며, 이 성질을 지닌 앞의 수는 48, 다음 수는 480이다.
- {\displaystyle 192=2^{7}+2^{6}}
- {\displaystyle 31^{2}-1}은 192로 나누어떨어진다.

## 과학·기술
- NGC 192: 고래자리 방향에 있는 나선은하.
- 조던 192(영어판)

## 교통
- 일본 192번 국도(일본어판): 에히메현 사이조시에서 도쿠시마현 도쿠시마시까지 이어지는 일본의 국도.
- 현도 제192호선

## 군사
- U-192(영어판, 독일어판): 제2차 세계 대전에 사용된 나치 독일의 군용 잠수함.

## 문화유산
- 대한민국의 국보 제192호: 황남대총 북분 금제 허리띠
- 대한민국의 보물 제192호: 강릉 보현사 낭원대사탑비
- 대한민국의 사적 제192호: 부산 동래 패총

## 방송
- 스카이라이프의 나우제주TV 채널 번호.
- 지니 TV의 SPOTV 프라임플러스 채널 번호.
- B tv의 JEI English TV 채널 번호.
- U+ TV의 리빙TV 채널 번호.
- LG헬로비전의 채널에버 채널 번호.
- B tv 케이블의 SBS 비즈 채널 번호.

## 기타
- 연도: 192년, 기원전 192년